# Marcel Ophüls
Marcel Ophüls (Frankfurt, 1 november 1927 – Lucq-de-Béarn, 24 mei 2025) was een filmregisseur en documentairemaker. Hij werd in Duitsland geboren en werd in 1950 genaturaliseerd als Amerikaans staatsburger.

## Biografie
Marcel Ophüls is de zoon van de Joodse regisseur Max Ophüls en actrice Hilde Wall. Hij was een groot deel van zijn jeugd op de vlucht voor de nazi's, eerst in Frankrijk en vervolgens in de Verenigde Staten. Na zijn studies aan de universiteit van Californië en aan de Sorbonne werkte Ophüls als regieassistent voor de regisseurs John Huston en Anatole Litvak. Van 1956 tot 1959 werkte hij in Baden-Baden als radio- en televisieredacteur. In 1957 draaide hij zijn eerste korte film. Na zijn terugkeer in Parijs in 1960 regisseerde Ophüls het Duitse segment in de internationale episodefilm L'Amour à 20 ans. Met de steun van regisseur François Truffaut draaide hij in 1963 de film Peau de banane met Jeanne Moreau en Jean-Paul Belmondo. In 1965 regisseerde hij de filmkomedie Faites vos jeux, mesdames. Vanaf het midden van de jaren 60 draaide Ophüls hoofdzakelijk documentaires, die dikwijls handelen over de Tweede Wereldoorlog. Als hoogtepunt van zijn oeuvre geldt de oorlogsdocumentaire Hôtel Terminus, waarmee hij in 1988 de Oscar voor beste documentaire won.
Ophüls overleed op 24 mei 2025 op 97-jarige leeftijd.

## Filmografie (selectie)
- 1962: L'Amour à 20 ans
- 1963: Peau de banane
- 1965: Faites vos jeux, mesdames
- 1967: Munich or Peace in Our Time
- 1969: Le Chagrin et la Pitié
- 1976: The Memory of Justice
- 1988: Hôtel Terminus
- 1991: November Days
- 1994: Veillées d'armes : histoire du journalisme en temps de guerre
- 2013: Un voyageur